# 448 av. J.-C.
Cette page concerne l'année 448 av. J.-C. du calendrier julien proleptique.

## Événements
- 6 novembre : début à Rome du consulat de Lars (ou Sp.) Herminius Coritinesanus (Aquilinus) et T. Verginius Tricostus Caeliomontanus[1].

- « Deuxième guerre sacrée » (à propos du sanctuaire de Delphes) entre Athènes, qui soutient les Delphiens, et les Phocidiens, qui ont le soutien de Sparte. Athènes l'emporte[2].

- Première élection attestée de Périclès comme stratège à Athènes ; il est réélu 14 fois de 443 à 428 av. J.-C.[3].
- Projet de congrès panhellénique de Périclès (vers 448-447 av. J.-C.)[4], qui invite toutes les cités grecques à envoyer des députés à Athènes, selon Plutarque « pour délibérer sur les temples grecs incendiés par les Barbares, sur les sacrifices dus aux dieux en accomplissement des vœux que l’on avait fait durant la lutte contre les Barbares, et sur la mer, afin d’assurer à tous la sécurité de la navigation et la paix ». Rien ne se fait, en particulier à cause de l’opposition des Lacédémoniens.